# سقوط البيت الأبيض (فلم)
البيت الأبيض سقط (بالإنجليزية: White House Down) هو فيلم حركة أُصدر في الولايات المتحدة سنة 2013. الفيلم من إخراج رولان إيميريش.

## طاقم التمثيل
- تشانينج تيتوم بدور جون كال
- جيمي فوكس بدور سويار (رئيس الولايات المتحدة)
- ماغي جيلنهال
- ريتشارد جينكينز
- جيمس وودز
- وارونا سيتشويلو

## القصة
تدور أحداث الفيلم في جو مليء بالتشويق والإثارة، حيث يرصد الفيلم حياة رجل شرطة يُدعى جون كايل (تشانينج تاتوم). جون كال كان حلم حياته أن ينضم للحرس الخاص برئيس الولايات المتحدة الأمريكية ، ولكن لم تقف في صفه الظروف فيصبح رجل شرطة فقط. في يوم من الأيام يصطحب ابنته الصغيرة في زيارة إلى البيت الأبيض، وهناك يحدث ما لم يكن في الحسبان، تهاجم مجموعة إرهابية ومعهم بعض الخيانات من اعوان الرئيس البيت الابيض ويكون على جون فعل كل ما في وسعه لإنقاذ ابنته ورئيس الولايات المتحدة الأمريكية سويار (جيمي فوكس) وبلده وفعلا في النهاية حصل جون كايل علي ماكان يريده واصبح من حرس الارئيس

## الميزانية والإيرادات
بلغت تكلفة إنتاج الفيلم حوالي 170 مليون دولار بينما حقق أرباحا تقدر بـ 203,185,194 مليون "دولار أمريكي"

## روابط خارجية
- سقوط البيت الأبيض على موقع IMDb (الإنجليزية)
- سقوط البيت الأبيض على موقع ميتاكريتيك (الإنجليزية)
- سقوط البيت الأبيض على موقع روتن توميتوز (الإنجليزية)
- سقوط البيت الأبيض على موقع نتفليكس (الإنجليزية)
- سقوط البيت الأبيض على موقع قاعدة بيانات الأفلام العربية
- سقوط البيت الأبيض على موقع ألو سيني (الفرنسية)
- سقوط البيت الأبيض على موقع Turner Classic Movies (الإنجليزية)
- سقوط البيت الأبيض على موقع أول موفي (الإنجليزية)
- سقوط البيت الأبيض على موقع بوكس أوفيس موجو (الإنجليزية)
- سقوط البيت الأبيض على موقع فيلمافينيتي (الإسبانية)